# Black Hill (del av en befolkad plats i Australien, New South Wales, Newcastle)
Black Hill är en del av en befolkad plats i Australien. Den ligger i kommunen Newcastle och delstaten New South Wales, i den sydöstra delen av landet, omkring 120 kilometer norr om delstatshuvudstaden Sydney. Antalet invånare är 656.
Runt Black Hill är det tätbefolkat, med 790 invånare per kvadratkilometer.. Närmaste större samhälle är Newcastle, omkring 17 kilometer sydost om Black Hill. 
I omgivningarna runt Black Hill växer huvudsakligen savannskog. Genomsnittlig årsnederbörd är 1 277 millimeter. Den regnigaste månaden är februari, med i genomsnitt 223 mm nederbörd, och den torraste är juli, med 46 mm nederbörd.